# Gli Uccelli
Gli Uccelli (Les Oiseaux) est une suite pour petit orchestre composée par Ottorino Respighi en 1928. L'œuvre est basée sur des musiques du XVIIIe siècle et représente une tentative de transcrire la vocalisation des oiseaux en notation musicale.

## L'œuvre
La suite comporte cinq mouvements :
- Prelude (basé sur la musique de Bernardo Pasquini)
- La colomba (La colombe, basé sur la musique de Jacques Gallot)
- La gallina (La poule, basé sur la musique de Jean-Philippe Rameau)
- L'usignuolo (Le rossignol, basé sur la musique du chant populaire Engels Nachtegaeltje transcrit par le virtuose de la flûte à bec Jacob van Eyck)
- Il cucù (Le coucou, basé sur la musique de Pasquini).

La suite a été utilisée par le ballet de même nom, sur une chorégraphie de Cia Fornaroli, créé au casino municipal (it) de San Remo le 19 février 1933, sur une chorégraphie de Margarita Walmann au Theatre Colòn, Buenos Aires, le 27 février 1940; et par Robert Helpmann, avec des décors de Chiang Yee, par le Sadler's Wells Ballet au New Theatre (en), Londres le 24 novembre 1942.

## Instrumentation
Gli Uccelli est écrit pour un petit orchestre symphonique composé de :
| Instrumentation de Gli Uccelli                                                |
| Cordes                                                                        |
| premiers violons, seconds violons, altos, violoncelles, contrebasses, 1 harpe |
| Bois                                                                          |
| 2 flûtes, dont une jouant du piccolo 1 hautbois, 2 clarinettes, 2 bassons     |
| Cuivres                                                                       |
| 2 cors, 2 trompettes                                                          |
| Clavier                                                                       |
| célesta                                                                       |